# Mighty Bomb Jack
Mighty Bomb Jack est un jeu vidéo de plates-formes développé par Tecmo, sorti en 1987 sur NES. Il a été adapté sur Amiga, Atari ST et Commodore 64 en 1990.

## À noter
La version NES a été réédité sur la Console virtuelle de la Wii en 2007 et sur la Console virtuelle de la Nintendo 3DS en octobre 2012.

## La série
- 1984 - Bomb Jack
- 1986 - Bomb Jack II
- 1987 - Mighty Bomb Jack
- 1993 - Bomb Jack Twin